# Brjansk
Brjansk (russisch Брянск) ist eine Stadt und Verwaltungszentrum der gleichnamigen Oblast in Russland, rund 380 km südwestlich von Moskau. Die Stadt hat 415.721 Einwohner (Stand 14. Oktober 2010) und liegt am Fluss Desna. 

## Geschichte
Brjansk wurde vermutlich 985 unter Fürst Wladimir I. von Kiew als Missions- und Verteidigungsvorposten am rechten Ufer der Desna gegründet und 1146 erstmals in einer Chronik erwähnt. Der ursprüngliche Stadtname „Dĭbrjanĭskŭ“ leitete sich vom altostslawischen Dĭbrĭ ab, das für Tal oder Schlucht steht. Im 13. Jahrhundert wurde es selbständig und war Fürsten- und Bischofssitz des Fürstentum Brjansk. Die Invasion der Goldenen Horde führte zum Niedergang. Ab 1356 stand Brjansk unter litauischer Herrschaft. 1503 kam die Stadt zum Moskauer Reich.
Im 17. Jahrhundert entwickelte sich Brjansk zu einer wichtigen Festungs- und Handelsstadt mit jährlich stattfindenden großen Jahrmärkten. Seit 1709 gehörte Brjansk zum Gouvernement Kiew, ab 1778 zu Orjol. Mit einem Dekret des Zaren Peters des Großen wurde die erste Schiffswerft für den Bau der Schwarzmeerflotte gegründet. Die Kriege gegen das Osmanische Reich mit den Asowfeldzügen und gegen Schweden im Großen Nordischen Krieg brachten einen erneuten Aufschwung für Brjansk. 1788 wurde eine Waffenfabrik für Artillerie eröffnet. Napoleon Bonaparte versuchte 1812 mehrmals, die strategisch wichtige Stadt zu erobern, scheiterte aber. Im 19. Jahrhundert entwickelte sich Brjansk zu einem Industriezentrum mit Schienenwalz- und Eisenhüttenwerken, Maschinenbau sowie Textilfabriken und Seilereien.
Nach der Oktoberrevolution kamen neue Industriebetriebe hinzu, es wurden Kraftwerke und Eisenbahnfabriken errichtet.
Vom 6. Oktober 1941 bis zum 17. September 1943 war Brjansk von der Wehrmacht nach der Doppelschlacht von Wjasma und Brjansk besetzt. Die Wälder der Region waren während der Besatzung eines der Hauptaktionsgebiete der Partisanen in Russland. Etwa 60.000 Partisanen waren zeitweise in diesem Gebiet tätig. Seit Anfang 1942 kontrollierten die Partisanen einen Großteil des von den Deutschen besetzten Gebietes. Wie in anderen besetzten sowjetischen Gebieten fanden auch hier regelmäßig Hinrichtungen im Rahmen der „Partisanenbekämpfung“ statt.
Jene Bevölkerung, die nicht von der Roten Armee rechtzeitig evakuiert werden konnte und bleiben musste, hatte unter der deutschen Besetzung zu leiden. Vieh und Lebensmittel wurden nach Deutschland transportiert, so dass die Bewohner der Stadt nur noch ein Minimum der zur Verfügung stehenden Nahrung erhielten. Arbeit gab es kaum noch, da viele Betriebe und Fabriken von den Deutschen geschlossen und/oder zerstört wurden. Seit 1942 wurden zudem viele Bewohner im arbeitsfähigen Alter nach Deutschland verschleppt, um dort Zwangsarbeit zu leisten. Bei der Befreiung im September 1943 hatte Brjansk nur noch etwa 5000 Einwohner.
In der Stadt bestand das Kriegsgefangenenlager 326 für deutsche Kriegsgefangene des Zweiten Weltkriegs. In der benachbarten Stadt Beschiza, die von 1936 bis 1943 Ordschonikidsegrad hieß und seit der Eingemeindung nach Brjansk 1956 deren Stadtrajon Beschizki bildet, bestand das Kriegsgefangenenlager 252.
Heute ist Brjansk ein wichtiger Industriestandort. Es werden elektronische Bauteile, Turbinen, Lokomotiven und viele andere Güter produziert. Die Stadt ist Sitz des Nutzfahrzeugherstellers BAZ, welcher schwere LKW und Militärfahrzeuge herstellt. Es handelt sich um eine Tochtergesellschaft der Firma ZIL.
Außerdem ist Brjansk Verwaltungs- und kulturelles Zentrum der gleichnamigen Oblast sowie Eisenbahnknoten mit großem Rangierbahnhof.
Am 1. Juli 2012 wurde die russisch-orthodoxe Dreifaltigkeits-Kathedrale wiedereröffnet. Die frühere Dreifaltigkeits-Kathedrale wurde Ende des 19. Jahrhunderts erbaut. Nach der Russischen Revolution von 1917 wurde sie zwangsgeschlossen und in den 1960er Jahren abgerissen. In den Jahren 2010 und 2011 wurde die Kathedrale originalgetreu wiederaufgebaut. Sie bietet Platz für etwa 3000 Gläubige.

## Bevölkerungsentwicklung
| Jahr | Einwohner | Anmerkung                                                      |
| ---- | --------- | -------------------------------------------------------------- |
| 1897 | 24.781    |                                                                |
| 1939 | 179.946   | davon Brjansk 87.490, Ordschonikidsegrad 82.334, Urizki 10.122 |
| 1959 | 207.319   |                                                                |
| 1970 | 317.504   |                                                                |
| 1979 | 394.210   |                                                                |
| 1989 | 452.160   |                                                                |
| 2002 | 431.526   |                                                                |
| 2010 | 415.721   |                                                                |

Anmerkung: Volkszählungsdaten

## Stadtgliederung
| Stadtrajon (Gorodskoi Rajon) | Russischer Name | Einwohner (14. Oktober 2010) | Bemerkung |
| ---------------------------- | --------------- | ---------------------------- | --- |
| Beschizki                    | Бежицкий        | 155.330                      | bis zur Eingemeindung 1956 selbständige Stadt Beschiza (Бежица); dem Rajon ist außerdem die Siedlung städtischen Typs Radiza-Krylowka (Радица-Крыловка; 3.526 Einwohner) unterstellt |
| Fokinski                     | Фокинский       | 73.272                       | dem Rajon ist außerdem die Siedlung städtischen Typs Belyje Berega (Белые Берега; 9.642 Einwohner) unterstellt                                                                       |
| Sowetski                     | Советский       | 113.328                      | |
| Wolodarski                   | Володарский     | 73.791                       | dem Rajon ist außerdem die Siedlung städtischen Typs Bolschoje Polpino (Большое Полпино; 6.356 Einwohner) unterstellt                                                                |

Die Gesamteinwohnerzahl des Stadtkreises Brjansk mit den drei administrativ unterstellten Siedlungen städtischen Typs beträgt 435.245.

## Wirtschaft
In Brjansk gibt es metallverarbeitende Industrie, Fahrzeug- und Maschinenbau, weiterhin chemische Industrie, Elektronik- und Textilindustrie.
Besonders bekannt ist die Brjansker Lokomotivfabrik und das Brjansker Automobilwerk.

## Verkehr
Brjansk ist mit der russischen Hauptstadt Moskau über die Fernstraße M3 Ukraina verbunden. Hier wird sie von der R120 gekreuzt, die in nordwestlicher Richtung über Smolensk zur belarussischen Grenze verläuft. Gleichzeitig ist die Stadt Ausgangspunkt der Abzweigung A240, die in westlicher Richtung ebenfalls nach Belarus führt.

## Weiterführende Bildungseinrichtungen
- Filiale des Juristischen Instituts des Innenministeriums Russlands in Brjansk
- Filiale des Neuen Juristischen Instituts Moskau
- Filiale des Allrussischen Ferninstituts für Finanzwesen und Ökonomie
- Staatliche Akademie I.-G.-Petrowski-Universität Brjansk
- Staatliche Ingenieurtechnologische Akademie Brjansk
- Staatliche Landwirtschaftliche Akademie Brjansk
- Staatliche Technische Universität Brjansk

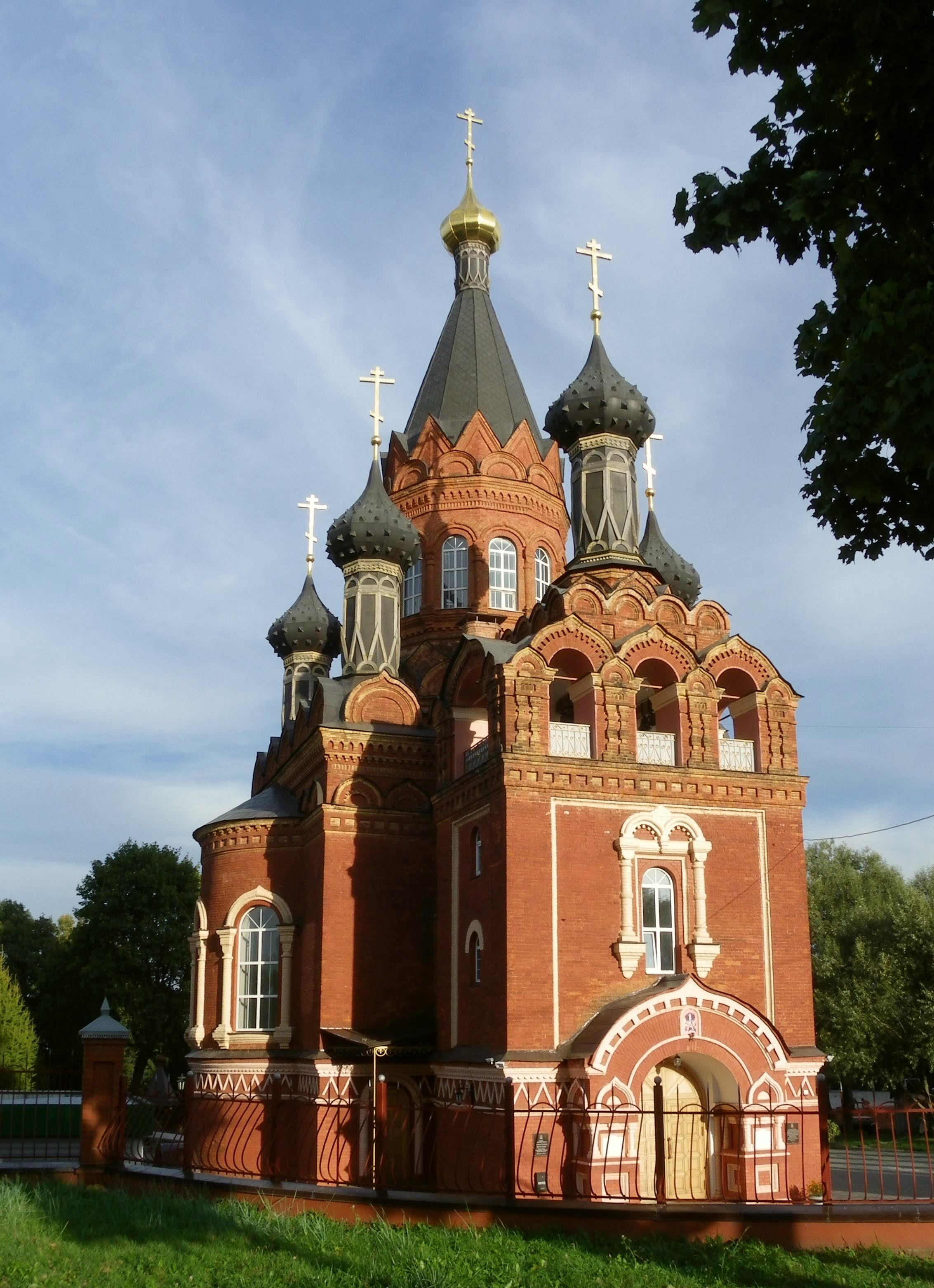
Heilig-Grab-Kirche (1904)

## Sport
Der 1931 gegründete Fußballverein FK Dynamo Brjansk vertritt die Stadt in der dritthöchsten russischen Spielklasse 2. Division.

## Sonstiges
Als Mahnung an die Nuklearkatastrophe von Tschernobyl, welche im Jahr 1986 rund 300 km entfernt stattfand, kann man im Zentrum von Brjansk die Belastung der Radioaktivität auf einer Digitalanzeige ablesen. Über der Stadt selbst regneten nach der Explosion allerdings keine kontaminierten Wolken ab.

## Städtepartnerschaften
Brjansk listet fünfzehn Partnerstädte auf:
| Stadt          | Land      |
| -------------- | --------- |
| Auce           | Lettland  |
| Dupniza        | Bulgarien |
| Győr           | Ungarn    |
| Homel          | Belarus   |
| Ischewsk       | Russland  |
| Karlowo        | Bulgarien |
| Konin          | Polen     |
| Mahiljou       | Belarus   |
| Minsk          | Belarus   |
| Naujoji Akmenė | Litauen   |
| Omsk           | Russland  |
| Orjol          | Russland  |
| Sewerodwinsk   | Russland  |

## Söhne und Töchter der Stadt
- Alexander Eltekow (1846–1894), Chemiker
- Naum Gabo (1890–1977), Künstler
- Anatoli Spasski (1895–1970), Metallurg und Hochschullehrer
- Alexander Repin (1903–1976), Generaloberst[6]
- Alexandr Morosow (1904–1979), Panzerkonstrukteur
- Georgi Latyschew (1907–1973), Kernphysiker und Hochschullehrer
- Alexander Kotar (1913–1985), General[7]
- Pawel Kamosin (1917–1983), Jagdflieger
- Olha Awilowa (1918–2009), Chirurgin und Hochschullehrerin
- Galina Frolowa (1918–2001), Schauspielerin und Synchronsprecherin
- Walentin Lebedew (1923–2008), Generaloberst[8]
- Tatjana Nikolajewa (1924–1993), Pianistin
- Igor Moskwin (1929–2020), Eiskunstläufer und Eiskunstlauftrainer
- Wladlen Wereschtschetin (1932–2024), Jurist, Richter am Internationalen Gerichtshof
- Wladimir Astapowski (1946–2012), Fußballtorhüter
- Wiktor Afanassjew (* 1948), Kosmonaut
- Nadija Olisarenko (1953–2017), Mittelstreckenläuferin und Olympiasiegerin
- Wiktor Mardussin (* 1958), Vizeadmiral[9]
- Waleri Diwissenko (1961–2009), Judoka[10]
- Galina Maltschugina (* 1962), Leichtathletin und Olympiamedaillengewinnerin
- Olena Kowtun (* 1966), ukrainische Tischtennisspielerin
- Andrei Babkin (* 1969), Ingenieur und Kosmonaut
- Swetlana Kriweljowa (* 1969), Leichtathletin und Olympiasiegerin
- Larissa Kurkina (* 1973), Skilangläuferin
- Oxana Jessiptschuk (* 1975), Leichtathletin[11]
- Olga Rjabinkina (* 1976), Leichtathletin
- Walentina Igoschina (* 1978), klassische Pianistin
- Andrij Nesmatschnyj (* 1979), ukrainischer Fußballspieler
- Dmitri Izkow (* 1980), Milliardär, Geschäftsmann und Unternehmer
- Schanna Kaschtschejewa (* 1982), Sprinterin
- Jelena Sobolewa (* 1982), Mittelstreckenläuferin
- Alexander Kriwtschonkow (* 1983), Leichtathlet[12]
- Julija Tschermoschanskaja (* 1986), Sprinterin und Staffel-Olympiasiegerin
- Jekaterina Birlowa (* 1987), Beachvolleyballspielerin
- Sergei Gorbunow (* 1987), Fußballspieler[13]
- Larissa Kanajewa (* 1987), Freistilringerin[14]
- Natalja Kusjutina (* 1989), Judoka
- Jan Nepomnjaschtschi (* 1990), Schach-Großmeister
- Sergei Terechow (* 1990), Fußballspieler
- Jewgeni Schljakow (* 1991), Fußballspieler
- Swetlana Babuschkina (* 1992), Ringerin
- Daria Varlamova (* 1995), russisch-australisches Model, Schauspielerin und Schönheitskönigin
- Alexei Kusnezow (* 1996), Fußballspieler
- Jaroslaw Burytschenkow (* 1998), Fußballspieler
- Wlada Kowal (* 2001), Tennisspielerin

## Klimatabelle
|                       | Jan   | Feb   | Mär  | Apr  | Mai  | Jun  | Jul  | Aug  | Sep  | Okt | Nov  | Dez  |   |     |
| Mittl. Tagesmax. (°C) | −5,7  | −4,1  | 1,3  | 10,9 | 18,9 | 21,7 | 22,7 | 21,8 | 16,7 | 9,2 | 1,7  | −2,9 | ⌀ | 9,4 |
| Mittl. Tagesmin. (°C) | −11,9 | −11,0 | −5,4 | 2,2  | 8,4  | 11,6 | 13,0 | 11,9 | 7,6  | 2,3 | −3,0 | −8,1 | ⌀ | 1,5 |
|                       |       |       |      |      |      |      |      |      |      |     |      |      |   |     |
| Niederschlag (mm)     | 40    | 27    | 36   | 45   | 53   | 79   | 89   | 69   | 55   | 46  | 49   | 51   | Σ | 639 |
|                       |       |       |      |      |      |      |      |      |      |     |      |      |   |     |
| Regentage (d)         | 10    | 8     | 9    | 9    | 9    | 11   | 11   | 9    | 9    | 8   | 11   | 12   | Σ | 116 |

| −11,9 |

| −11,0 |

| −5,4 |

| 2,2 |

| 8,4 |

| 11,6 |

| 13,0 |

| 11,9 |

| 7,6 |

| 2,3 |

| −3,0 |

| −8,1 |

| −11,9 |

| −11,0 |

| −5,4 |

| 2,2 |

| 8,4 |

| 11,6 |

| 13,0 |

| 11,9 |

| 7,6 |

| 2,3 |

| −3,0 |

| −8,1 |